# 1099. grenadirski polk (Wehrmacht)
1099. grenadirski polk (izvirno nemško 1099. Grenadier-Regiment; kratica 1099. GR) je bil pehotni polk Heera v času druge svetovne vojne.

## Zgodovina
Polk je bil ustanovljen 11. julija 1944 kot sestavni del 549. grenadirske divizije.